# Redonda
Redonda – wyspa leżąca na Morzu Karaibskim, 56,2 km na południowy zachód od Antigui, należąca do państwa Antigua i Barbuda. Znajduje się na niej wygasły wulkan.

## Historia
Wyspę odkrył Krzysztof Kolumb w 1493 r., w czasie swojej drugiej podróży, którą przekazał następnie koronie hiszpańskiej. W 1860 r. stała się posiadłością brytyjską. Na wyspie rozpoczęto wówczas eksploatację złóż guano, które eksportowano m.in. do USA i Niemiec.

## Królestwo Redondy
Za króla Redondy podawał się – być może jedynie dla wykreowania legendy w celu zdobycia większej popularności – brytyjski pisarz pochodzący z Montserratu, M.P. Shiel. Twierdził on, że pierwszym królem wyspy był jego ojciec – Matthew Dowdy Shiell, który abdykował na rzecz syna w 1880 roku. W związku z zajęciem wyspy przez Wielką Brytanię, kolejne osoby pretendujące do tego tytułu uważały się za władców „na uchodźstwie”. Po wybuchu I wojny światowej eksploatację guano przerwano i jak dotąd nie wznowiono jej. Istniejące na wyspie budynki zniszczył huragan. W latach 50. XX wieku zaoferowano wyspę na sprzedaż Królestwu Szwecji, oferta została jednak odrzucona. Obecnie lista pretendentów do tytułu króla Redondy liczy co najmniej 9 osób.

## Ochrona środowiska
W 2023 roku ustanowiony został obszar chroniony Redonda Ecosystem Reserve o powierzchni 299 km², obejmujący wyspę oraz przyległe wody. 